# Gare de L’Estaque
Gare de L’Estaque – stacja kolejowa w Marsylii, w dzielnicy L’Estaque, w departamencie Delta Rodanu, w regionie Prowansja-Alpy-Lazurowe Wybrzeże, we Francji.
Jest stacją Société nationale des chemins de fer français (SNCF), obsługiwaną przez pociągi TER Provence-Alpes-Côte d’Azur.